# Asturcó
L'asturcó actual és un cavall petit que es conserva en les reserves naturals d'Astúries.
Tècnicament, és un poni que fa 120 cm a la creu, aproximadament.

## Descripció
Es tracta d'un cavall rústic i musculós. Amb gropa inclinada i extremitats fines. Els unglots són petits i molt resistents. La cua i la crinera són abundants. Estan especialment dotats per a viure en zones muntanyoses.

## L'asturcó històric
Abans de la conquesta romana d'Hispània, els àsturs criaven i muntaven cavalls asturcons.
Els romans varen apreciar els cavalls asturcons per la seva resistència i frugalitat. Però la qualitat més destacada d'aquells cavalls era el seu pas d'ambladura. Un pas còmode per al genet i descansat per al cavall que permetia fer llargues marxes.
Alguns escriptors clàssics esmentaren el cavall asturcó, elogiant-ne les característiques.
Els cavalls asturcons foren exportats, des d'Hispània, a tots els racons de l'Imperi Romà, a un preu de venda sovint molt elevat.
Molts nobles romans criaren i posseïren asturcons.
Neró i Juli Cèsar apreciaren els seus asturcons respectius. (El cavall de Juli Cèsar sembla que fou criat en l'escuderia familiar i tenia uns unglots ondulats semblants als dits humans. El nom de "Genitor" que alguns li atribueixen no figura en cap document clàssic.) També Antíoc IV Epífanes conta que cavalcà en un asturcó. I és citat un asturcó macedònic en el Satíricon de Petroni.
El cavall asturcó actual, tot i que descendent dels asturcons romans de fama llegendària, no sembla que gaudeixi de totes les qualitats dels seus avantpassats.